# Taulant Kuqi
Taulant Kuqi (Valona, 11 novembre 1985) è un allenatore di calcio ed ex calciatore albanese, di ruolo centrocampista o difensore, tecnico del Labëria.

## Carriera

### Club
Cresciuto nelle giovanili del Flamurtari Valona, ha debuttato in prima squadra nel 2006.

## Statistiche

### Presenze e reti nei club
Statistiche aggiornate al 27 maggio 2017.
| Stagione                 | Squadra                  | Campionato               | Campionato | Campionato | Coppe nazionali | Coppe nazionali | Coppe nazionali | Coppe continentali | Coppe continentali | Coppe continentali | Altre coppe | Altre coppe | Altre coppe | Totale | Totale |
| Stagione                 | Squadra                  | Comp                     | Pres       | Reti       | Comp            | Pres            | Reti            | Comp               | Pres               | Reti               | Comp        | Pres        | Reti        | Pres   | Reti   |
| ------------------------ | ------------------------ | ------------------------ | ---------- | ---------- | --------------- | --------------- | --------------- | ------------------ | ------------------ | ------------------ | ----------- | ----------- | ----------- | ------ | ------ |
| 2005-2006                | Flamurtari Valona        | KS                       | ?          | ?          | CA              | 0               | 0               | -                  | -                  | -                  | -           | -           | -           | 0+     | 0+     |
| 2006-2007                | Flamurtari Valona        | KS                       | 16         | 1          | CA              | 0               | 0               | -                  | -                  | -                  | -           | -           | -           | 16     | 1      |
| 2007-2008                | Flamurtari Valona        | KS                       | 20         | 0          | CA              | 0               | 0               | -                  | -                  | -                  | -           | -           | -           | 20     | 0      |
| 2008-2009                | Flamurtari Valona        | KS                       | 26         | 2          | CA              | 4               | 0               | -                  | -                  | -                  | -           | -           | -           | 30     | 2      |
| 2009-2010                | Flamurtari Valona        | KS                       | 26         | 0          | CA              | 0               | 0               | UEL                | 0                  | 0                  | SA          | 0           | 0           | 26     | 0      |
| 2010-2011                | Flamurtari Valona        | KS                       | 21         | 0          | CA              | 3               | 0               | -                  | -                  | -                  | -           | -           | -           | 24     | 0      |
| 2011-2012                | Flamurtari Valona        | KS                       | 18         | 0          | CA              | 14              | 1               | UEL                | 4                  | 0                  | -           | -           | -           | 36     | 1      |
| 2012-2013                | Flamurtari Valona        | KS                       | 19         | 0          | CA              | 7               | 0               | UEL                | 2                  | 0                  | -           | -           | -           | 28     | 0      |
| 2013-2014                | Flamurtari Valona        | KS                       | 31         | 1          | CA              | 6               | 0               | -                  | -                  | -                  | -           | -           | -           | 37     | 1      |
| 2014-2015                | Flamurtari Valona        | KS                       | 26         | 0          | CA              | 5               | 0               | UEL                | 4                  | 1                  | SA          | 1           | 0           | 36     | 1      |
| 2015-2016                | Flamurtari Valona        | KS                       | 25         | 0          | CA              | 4               | 0               | -                  | -                  | -                  | -           | -           | -           | 29     | 0      |
| 2016-2017                | Flamurtari Valona        | KS                       | 27         | 0          | CA              | 4               | 0               | -                  | -                  | -                  | -           | -           | -           | 31     | 0      |
| Totale Flamurtari Valona | Totale Flamurtari Valona | Totale Flamurtari Valona | 255        | 4          |                 | 47              | 1               |                    | 10                 | 1                  |             | 1           | 0           | 313    | 6      |
| 2017-2018                | Kamza                    | KS                       | 0          | 0          | CA              | 0               | 0               | -                  | -                  | -                  | -           | -           | -           | 0      | 0      |
| Totale carriera          | Totale carriera          | Totale carriera          | 255        | 4          |                 | 47              | 1               |                    | 10                 | 1                  |             | 1           | 0           | 313    | 6      |

## Palmarès

### Club

#### Competizioni nazionali
- Coppa d'Albania: 2

Flamurtari Valona: 2008-2009, 2013-2014